# Kid Charlemagne
Kid Charlemagne ist ein Song von Steely Dan, der 1976 als Single von ihrem Album The Royal Scam veröffentlicht wurde. Er stellt eine Mischung aus Funk-Rhythmus, Jazz-Harmonien und  Rock dar.

## Inhalt

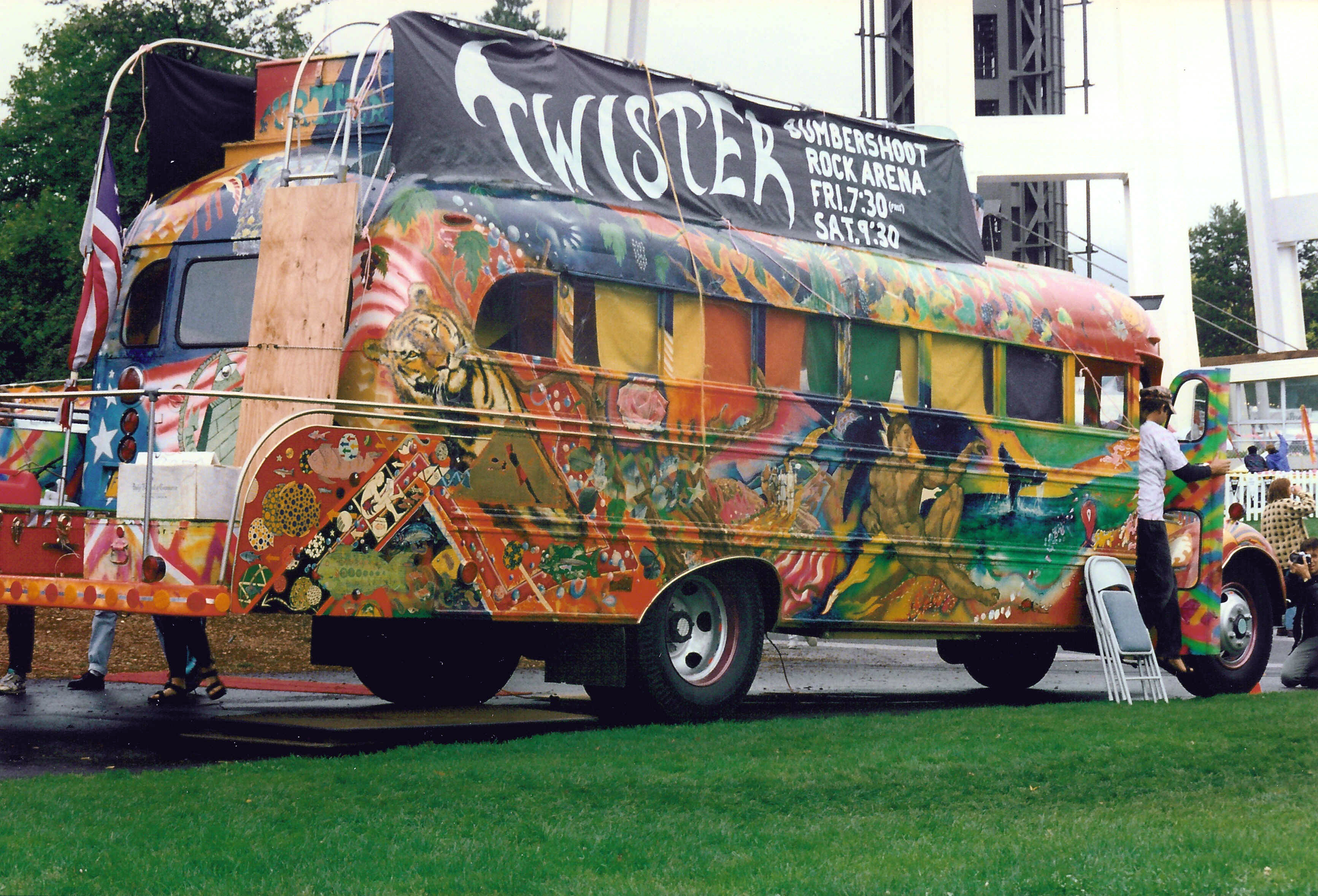
Ein im Text erwähntes Techincolor Wohnmobil von The Merry Pranksters

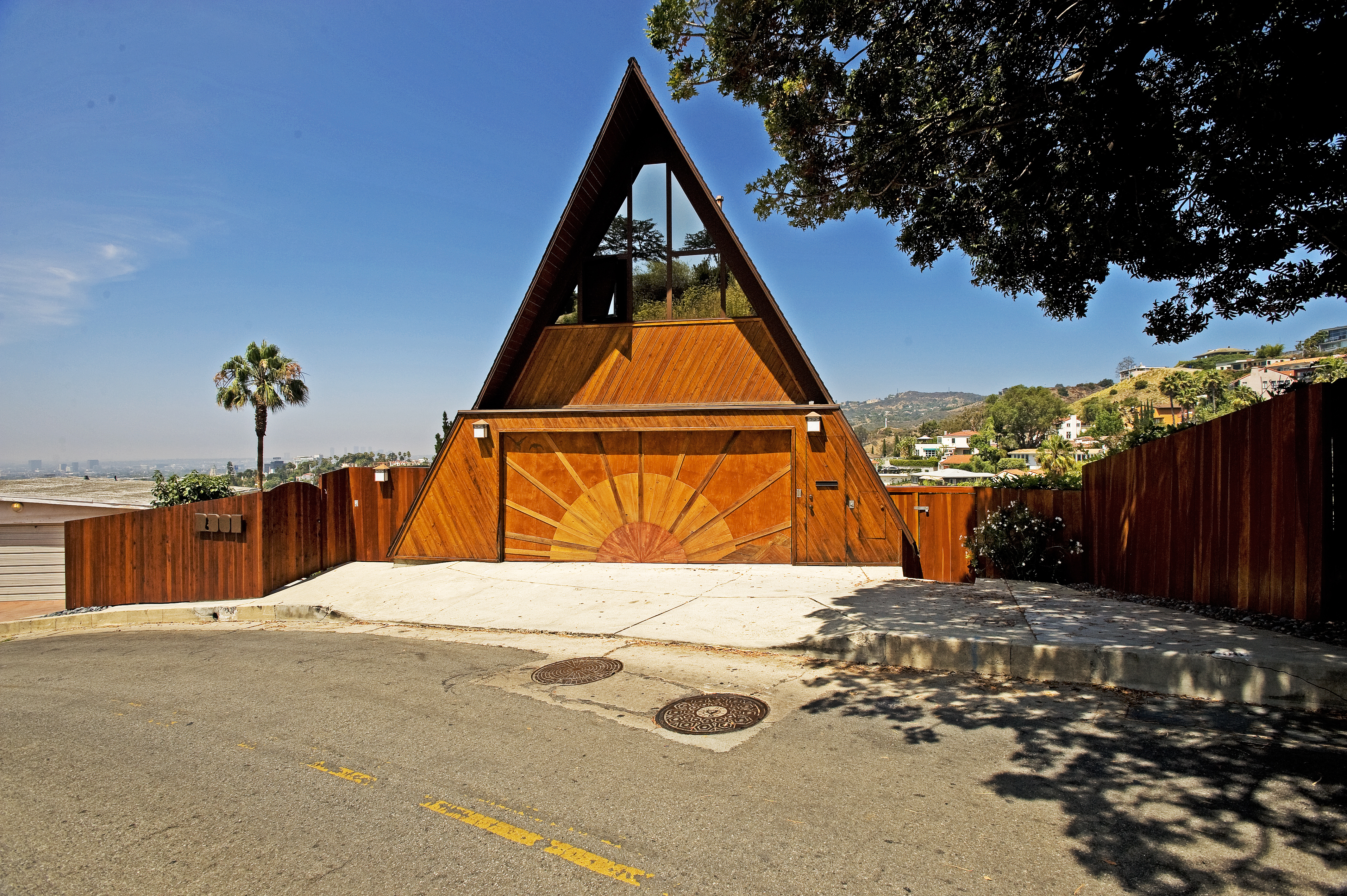
Ein im Text erwähntes A-Frame

Der Text skizziert Aufstieg und Fall eines Drogendealers in der psychedelischen Szene der 1960er Jahre an der US-amerikanischen Westküste. Die Autoren Walter Becker und Donald Fagen sagten im Jahr 2000 in einem Interview, der Text sei vom LSD-Chemiker Owsley Stanley in San Francisco inspiriert. Der Songtext verwendet auch andere Bilder dieser Zeit.
Auszüge aus dem Songtext:

„Auf dem Hügel war das Zeug mit Kerosin versetzt,

aber deins war Küchen-rein.

Alle stoppten, um dein Technicolor-Wohnmobil zu bestaunen.

…

Jeder A-Frame hatte deine Nummer an der Wand…“

Die ersten beiden Zeilen beziehen sich darauf, dass Owsleys Droge für ihre Reinheit berühmt war, und die letzte Zeile ist ein Verweis auf den bunt bemalten Schulbus der The Merry Pranksters, die von Owsley mit LSD versorgt wurden.
A-Frame-Häuser waren in den 1960er Jahren beliebt, da kostengünstige Bausätze in wenigen Tagen zusammengebaut werden konnten.

## Gitarrensolo

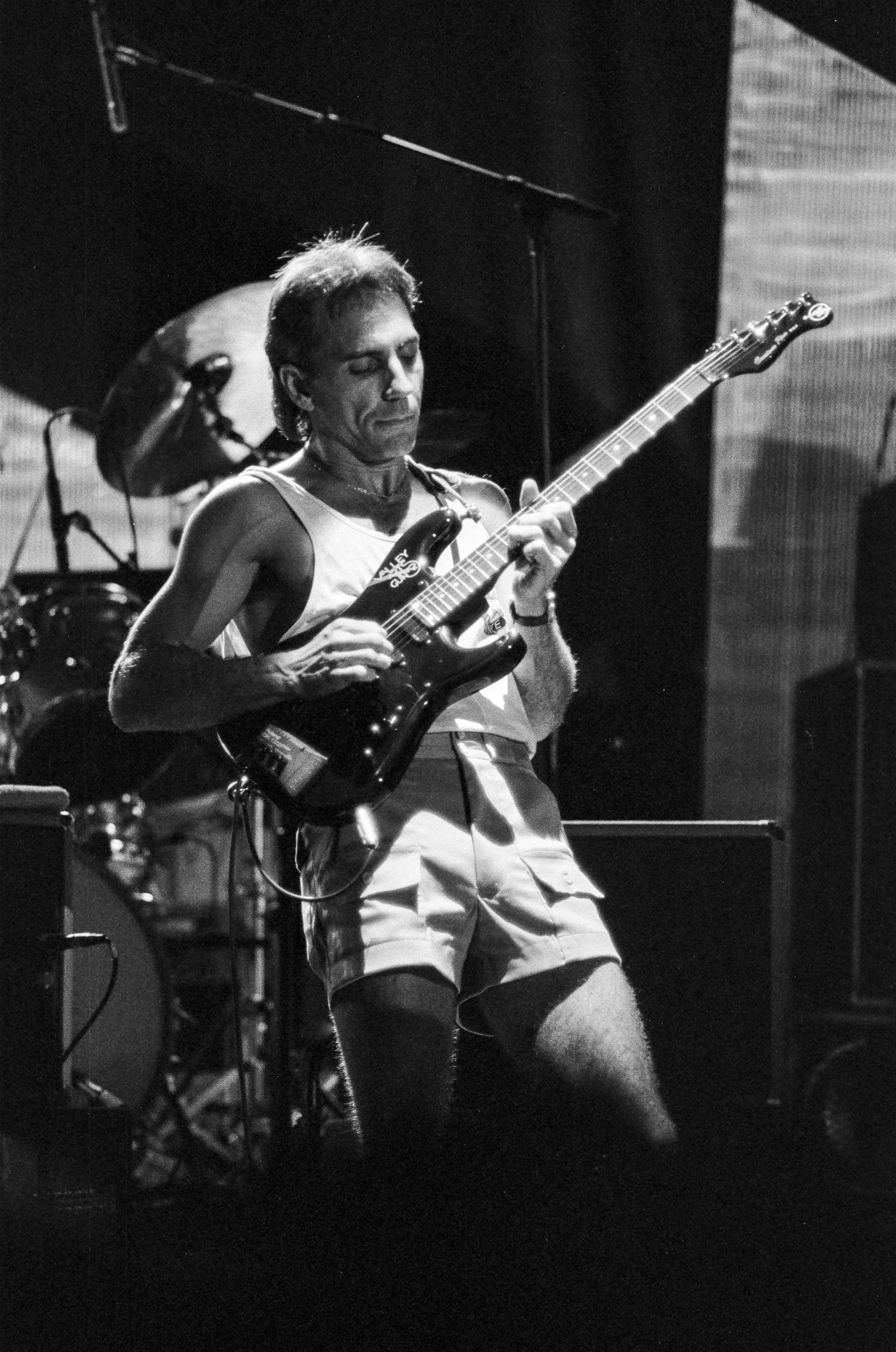
Larry Carlton (1987)

Das Gitarrensolo des Fusion-Gitarristen Larry Carlton belegt Platz 80 in der Liste der 100 besten Gitarrensongs des Rolling Stone Magazins. Die Begründung lautete:

„In den späten Siebzigern nahm Steely Dan auf, indem sie mit einer wechselnden Mannschaft von Musikern in Monstersessions Aufnahme um Aufnahme machten, was lange, atemberaubende Gitarrensoli hervorbrachte. Larry Carltons vielschichtiger, kosmischer Jazz-Leadgitarre in diesem Solo könnte die Beste von allen sein: Es ist so komplex, dass es ein Lied für sich ist.“

Laut Becker und Fagen war das Gitarrensolo vollständig improvisiert.

## Besetzung
- Donald Fagen – Gesang, Keyboards
- Larry Carlton – Leadgitarre
- Walter Becker – Rhythmusgitarre
- Don Grolnick – Fender Rhodes E-Piano
- Chuck Rainey – Bass
- Bernard Purdie – Schlagzeug
- Paul Griffin – Hohner Clavinet
- Donald Fagen, Michael McDonald, Venetta Fields, Clydie King, Sherlie Matthews – Hintergrundgesang